# Landreform in Peru

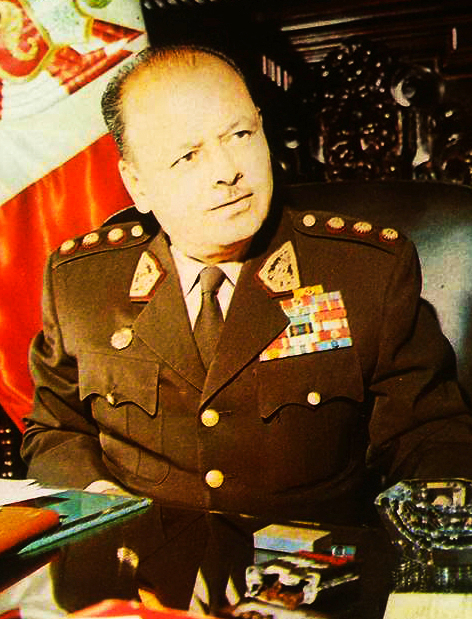
General Juan Velasco Alvarado, Initiator der Peruanischen Landreform von 1969

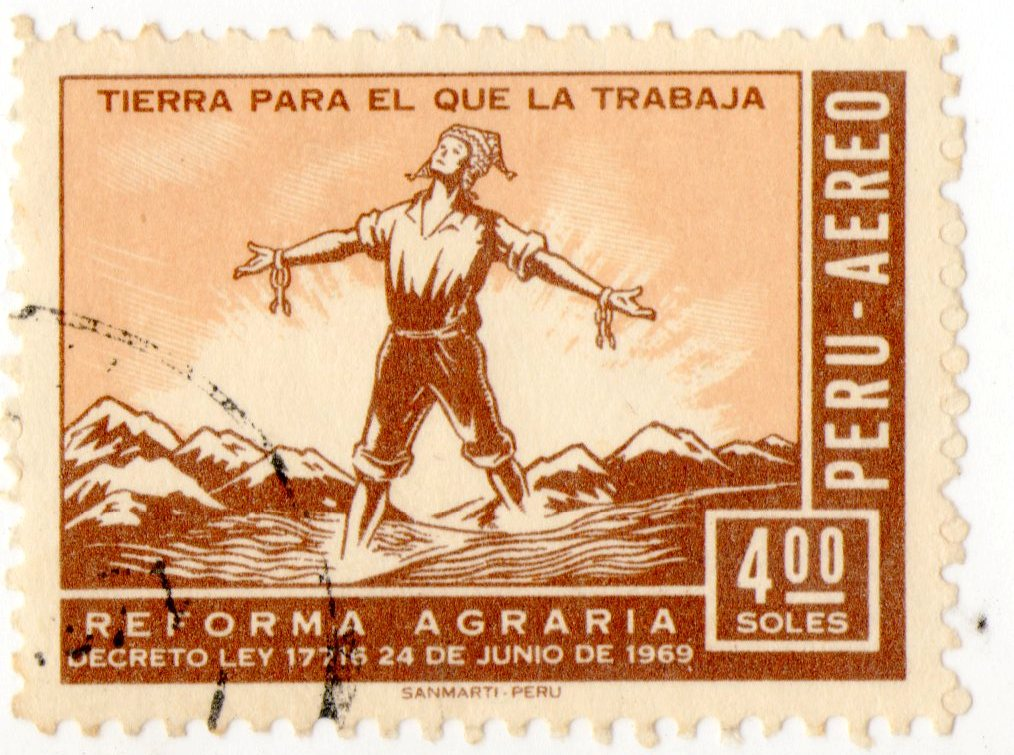
Peruanische Briefmarke von 1969, Bild von Carlos Zeiter: „Das Land für den, der es bebaut“

Die Landreform in Peru war ein Prozess der Landverteilung, der in den 1960er Jahren mit Kämpfen von Bauern um ihr Land in der Region Cusco begann und durch drei Landreformgesetze legalisiert wurde. Von diesen drei Gesetzen hatte das von General Juan Velasco Alvarado 1969 erlassene Landreformgesetz die weitaus größten Folgen für das Land und gilt als die tiefgreifendste Landreform Lateinamerikas mit Ausnahme von Kuba. Eine von Haciendas dominierte halbfeudale Agrarstruktur, in der die Peones – mehrheitlich indigene Bauern – für ihre Patrones, die Hacendados, arbeiteten, wurde in große landwirtschaftliche Produktionsgenossenschaften überführt, die aber selbst keinen langen Bestand hatten und schließlich an von der Regierung anerkannte indigene Dorfgemeinschaften (comunidades campesinas) und die nunmehr als Kleinbauern tätigen Mitglieder verteilt wurden. Im Gegensatz zu anderen Ländern Lateinamerikas verschwand somit die alte Klasse der Großgrundbesitzer zugunsten kleinbäuerlicher Strukturen.

## Agrargesellschaft in Peru vor 1969

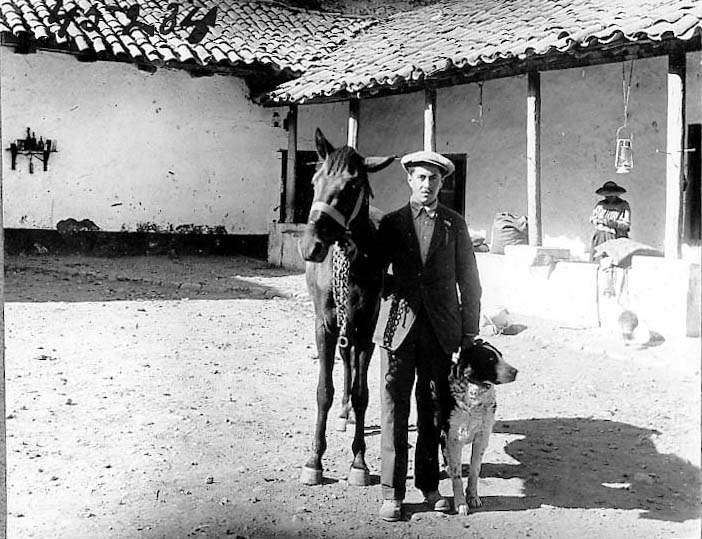
Hacendado von Chacchan (Distrikt Pariacoto, Provinz Huaraz), 1922

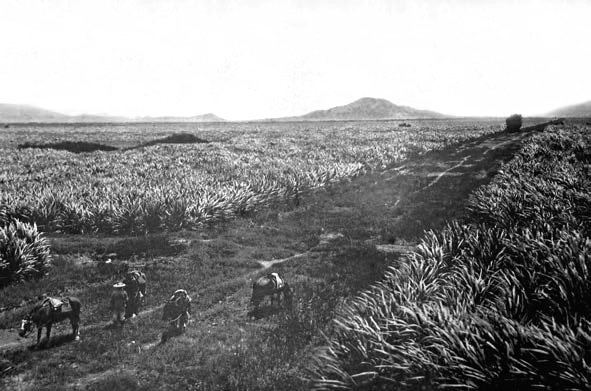
Zuckerrohrplantage, Hacienda Larco, La Libertad, Anfang 20. Jh.

Die riesigen Haciendas in Peru waren die Folge einer Landkonzentration zunächst in Zeiten der spanischen Kolonialherrschaft, als spanische Grundbesitzer Landstücke erhielten, auf denen vorher Indigene gelebt und gewirtschaftet hatten. Nach der Unabhängigkeit Perus wurden Einschränkungen für Landbesitzer zum Schutz der Indigenen (indios) fallen gelassen, wodurch sich die Situation für die Indigenen verschärfte und die Haciendas auf Kosten der indigenen Dorfgemeinschaften massiv expandierten.
In den Jahren zwischen 1900 und 1918 wurden die Zuckerrohr-Haciendas im Tal des Río Chicama in der Region La Libertad von drei agroindustriellen Giganten aufgekauft: den Brüdern Larco (verwandt mit José A. Larco), Graham Rowe and Co (britisches Exportunternehmen) sowie der Familie Gildemeister (ursprünglich aus Bremen). Die im Besitz von Gildemeister befindliche Hacienda Casa Grande besaß vor der Landreform 107.717 Hektar Land an der Küste und 75.086 Hektar in den Anden. In den Departements Pasco und Junín besaß die Sociedad Ganadera de Junín, Eigentum des US-amerikanischen Unternehmens Cerro de Pasco Copper Corporation, 1944 etwa 15.000 Rinder und 85.000 Schafe. Im Jahre 1962 besaß sie Haciendas mit einer Gesamtfläche von 230.256,62 Hektar. Insgesamt besaß im Jahre 1957 die Cerro de Pasco Copper Corporation 233.000 Schafe; im Jahre 1964 waren es 204.000 Schafe – die Anzahl wurde in einem Programm zur Verbesserung der Qualität reduziert.
In der 1920 unter Augusto Leguía y Salcedo beschlossenen Verfassung wurden indigene Gemeinden (comunidades indígenas) erstmals in der Geschichte der Republik Peru als Rechtssubjekte anerkannt, wodurch sie ein Recht auf Eigentum an Land erhielten und rechtlichen Schutz gegen Enteignung durch die Haciendas hatten. Die bereits bestehende ungleiche Landverteilung änderte sich dadurch jedoch nicht, und in den 1920er Jahren gab es einen Aufstand von Quechua-Bauern in der Provinz Anta gegen die Großgrundbesitzer, der von Sicherheitskräften niedergeschlagen wurde und auf beiden Seiten viele Opfer forderte. 1936 wurden die Rechte der indigenen Gemeinden auch im Zivilgesetzbuch (Código Civil) festgeschrieben. Die indigenen Gemeinden, die ihre historische Existenz nachweisen konnten, erhielten als Rechtssubjekte Landtitel, die sie gegen die weitere Expansion der Haciendas schützten. Bis zum Jahr 2000 wurden 5660 indigene Dorfgemeinschaften (ab 1969 als comunidades campesinas bezeichnet) anerkannt.
1969 waren in Peru etwa 76 % der landwirtschaftlichen Flächen Betriebe mit über 100 ha im Besitz von 2 % der Landeigentümer, während sich 89 % der Landbesitzer 10 % des Bodens teilten.

## Landreformgesetze in Peru vor 1969

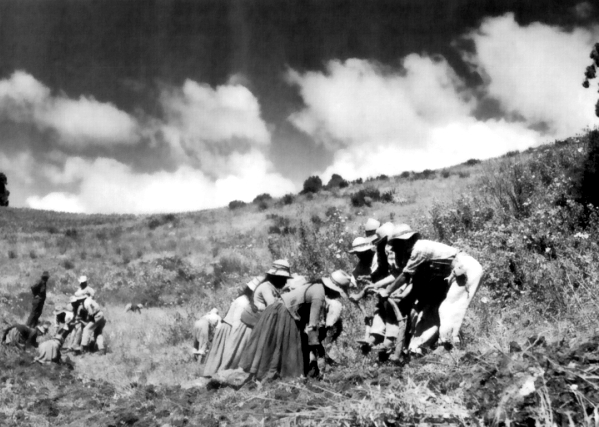
Feldarbeiten in den Anden Perus (1940).

Im November 1962 erließ die Militärregierung von Ricardo Pérez Godoy das Landreformgesetz Decreto Ley N° 14328. In dieser Zeit wuchs die Bauernbewegung in der Region Cusco zu einer der größten in Lateinamerika heran. Indigene Bauern, organisiert im linken Bauernverband Perus (Confederación Campesina del Perú, CCP), besetzten unter Führung von Hugo Blanco Galdós Haciendas und vertrieben im Zuge einer selbst organisierten Landreform die Hacendados. In Reaktion darauf wurde 1963 vom Militärherrscher Nicolás Lindley das Landreformgesetz Decreto Ley N° 14444 erlassen, mit dem das Institut für Landreform und Kolonisation (IRAC, Instituto de Reforma Agraria y Colonización) geschaffen wurde und in den von den Landbesetzungen betroffenen Gebieten La Convención und Lares in der Region Cusco die Landnahmen der Bauern legalisiert wurden, während anderenorts Proteste niedergeschlagen wurden. Ein drittes Landreformgesetz wurde 1964 vom Parlament unter Präsident Fernando Belaúnde Terry von der Acción Popular beschlossen (Ley de Reforma Agraria N° 15037). Von dieser Reform waren die großen Güter an der nördlichen Küste nicht betroffen, und seine Anwendung wurde von einer Oppositionsmehrheit im Parlament aus APRA und Konservativen der Unión Nacional Odriista von Manuel Odría blockiert. Zu den indigenen Bauerngemeinschaften, die in dieser Zeit bereits ihre geraubten Ländereien durch Enteignung der Hacendados mit Unterstützung des Cuscoer Anthropologen Óscar Núñez del Prado Castro zurückerhielten, gehörten die Quechua-Gemeinden Q'ero (1963) und Kuyo Chico (1965). Bis zu 300.000 Bauern in den Anden marschierten aus Protest für eine wirkliche Landreform, was sie zur größten Bauernbewegung des Kontinents machte.

## Revolutionäre Regierung der Streitkräfte

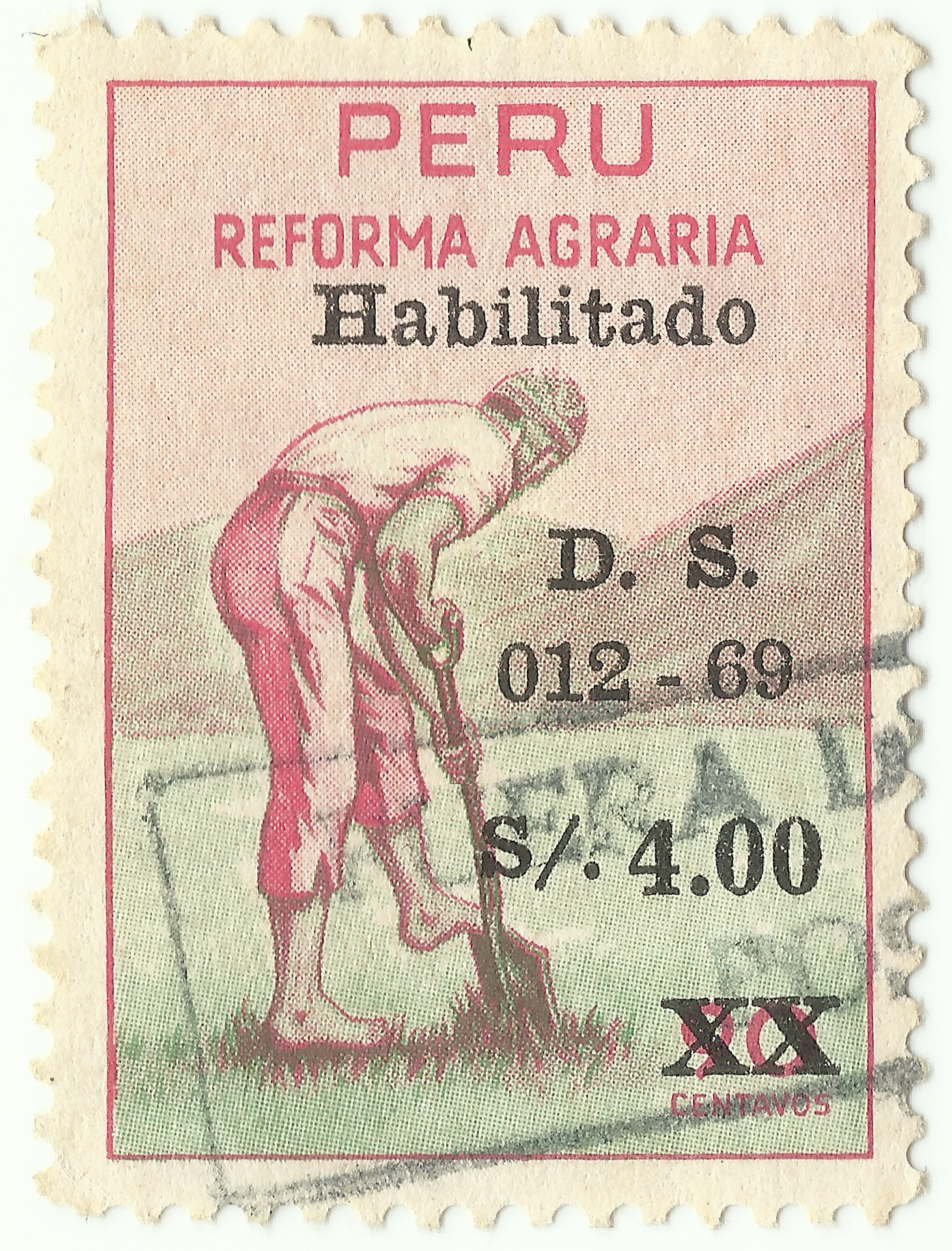
Peruanische Briefmarke, Landreform (1969).

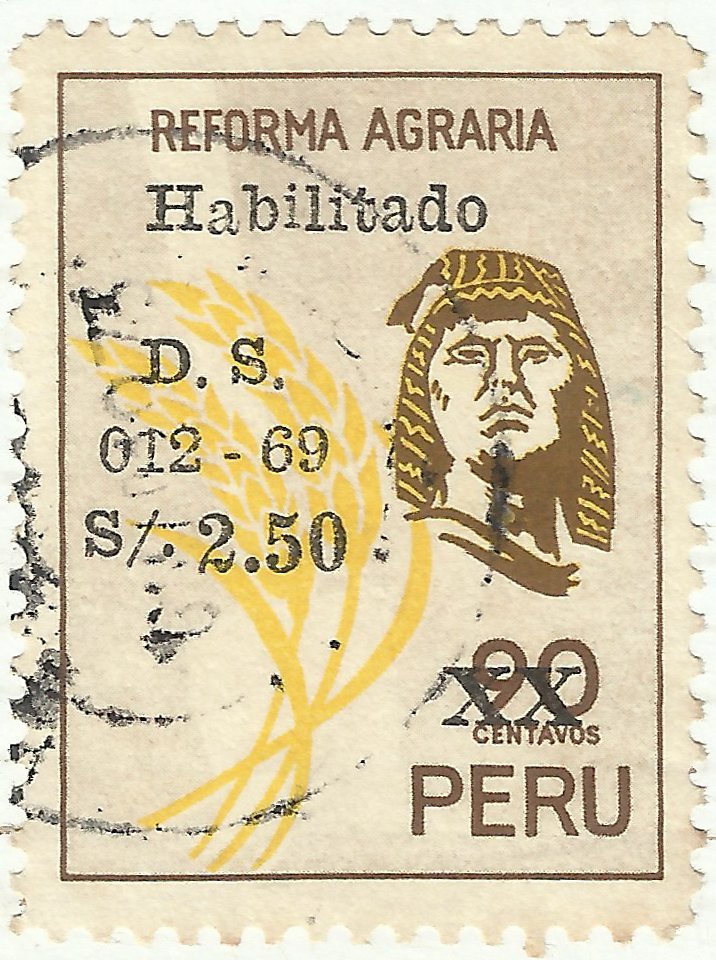
Peruanische Briefmarke, Landreform (1969).

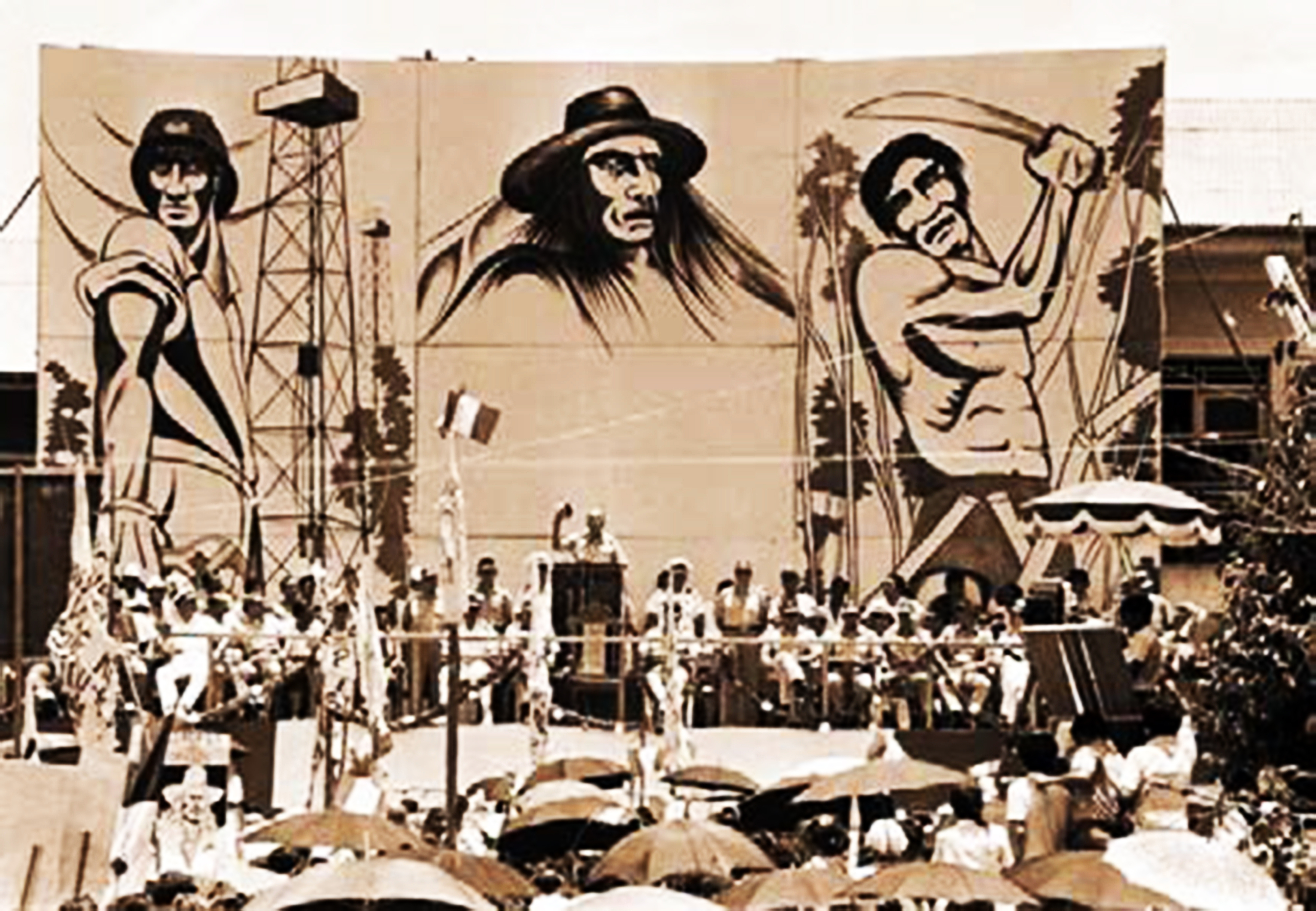
„Symbole der Revolution“: Erdölarbeiter, Revolutionär Tupaq Amaru, indigener Landarbeiter mit Machete

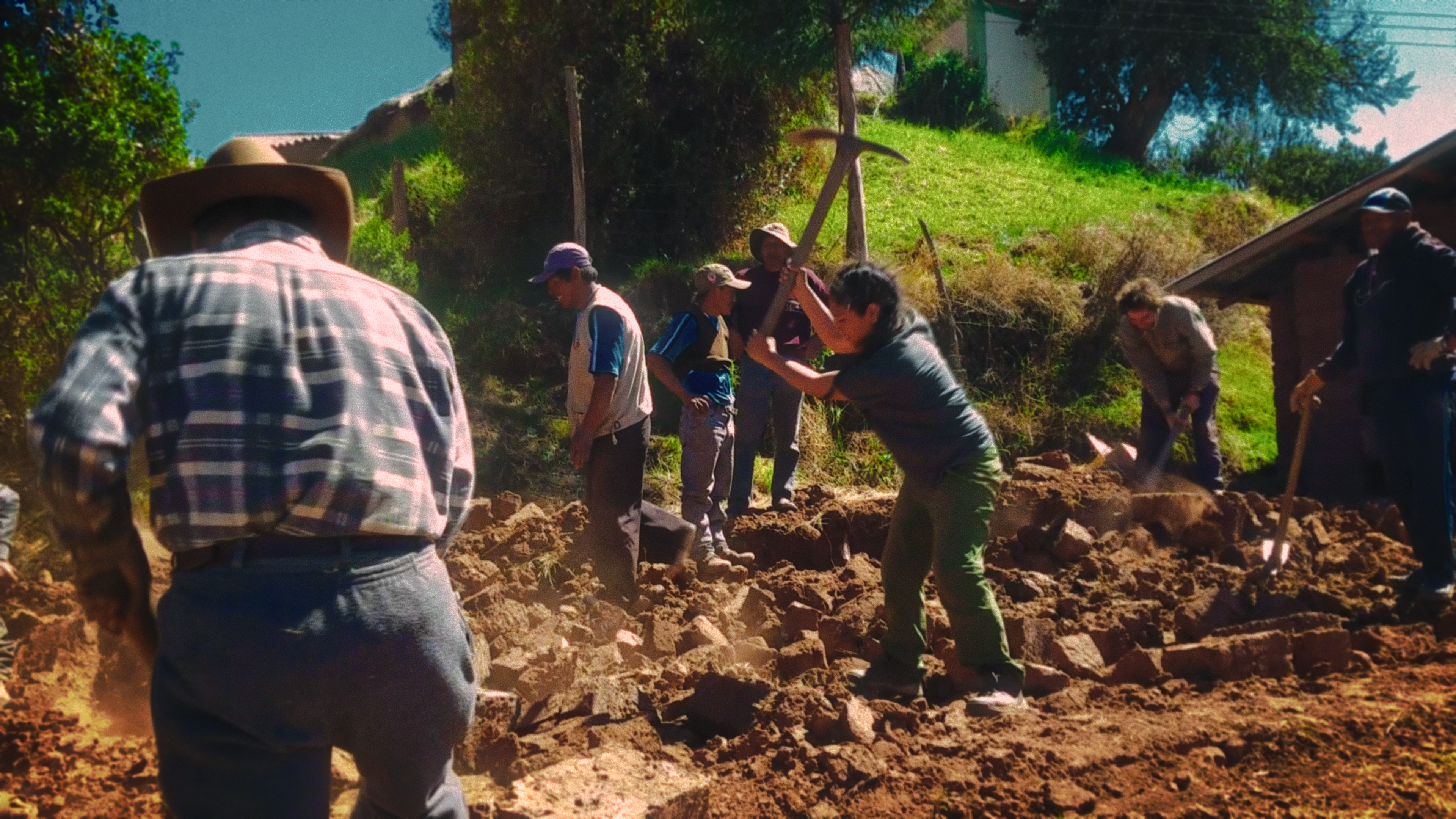
Ocra (Distrikt Chinchaypujio): Auch hier wurden unter Velasco die Hacendados vertrieben. Heute ist die Arbeits- und Lebensrealität eine gänzlich andere (hier: Abrissarbeiten, 2019).

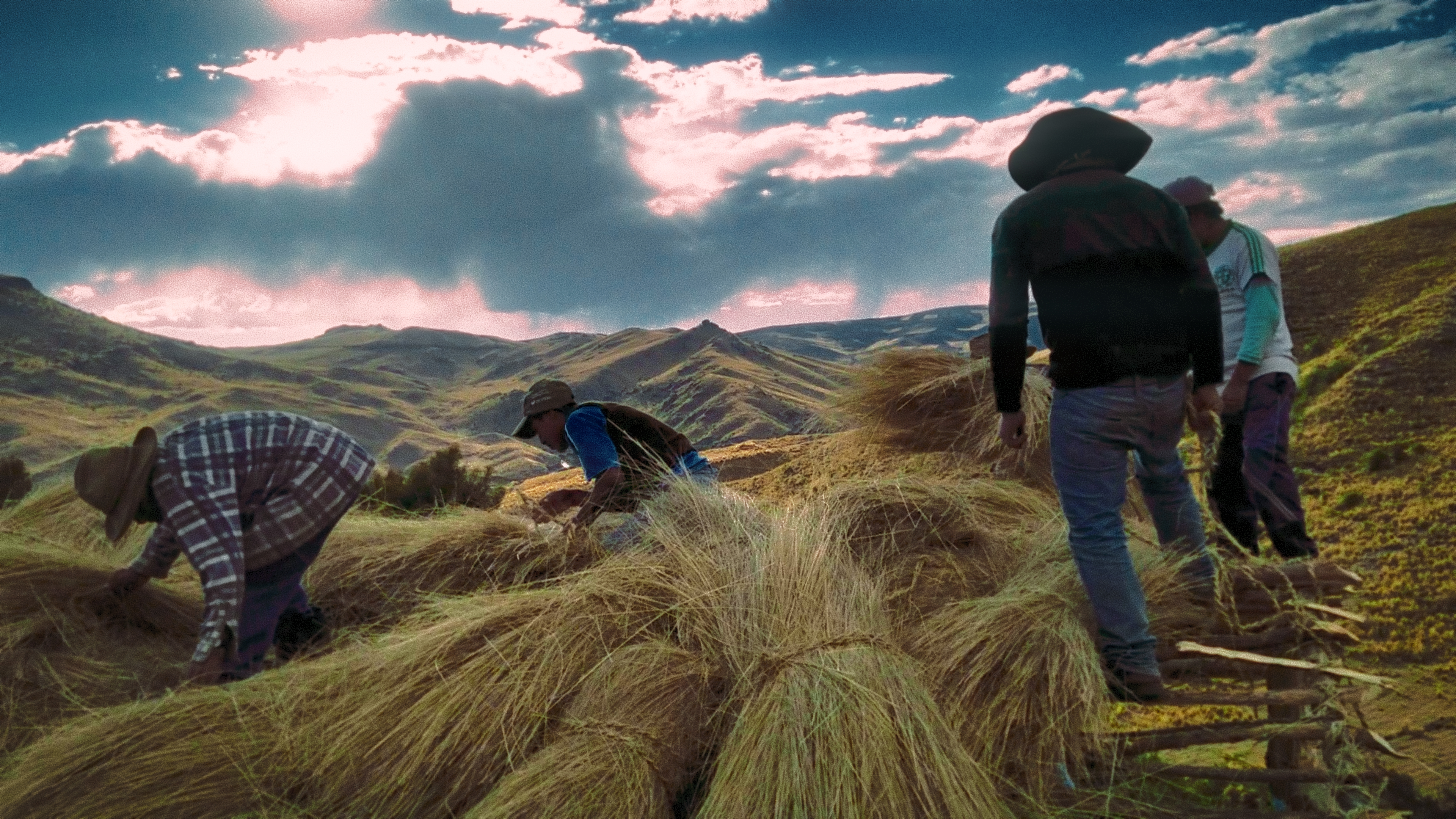
Viel Handarbeit ist aber auch ohne Patrón geblieben (hier: Vorbereitung eines Strohdachs, Ocra 2019).

Belaúnde wurde am 3. Oktober 1968, kurz vor Ablauf seiner Amtszeit, nach öffentlich gewordenen Geheimabsprachen mit der US-amerikanischen International Petroleum Company (IPC) von einer Junta unter General Juan Velasco Alvarado gestürzt. Die unter Velasco gebildete Revolutionäre Regierung der Streitkräfte verkündete wenige Monate später, am 24. Juni 1969, ein neues, von ihr erlassenes Landreformgesetz (Decreto Ley N° 17716 de Ley de Reforma Agraria). Die Regierung erklärte folgende Ziele der Landreform:
1. Beseitigung des Großgrundbesitzes (Haciendas: latifundios) und der Kleinbetriebe (minifundios)
2. Schaffung von Produktionsgenossenschaften im Besitz der Bauern
3. Restrukturierung der traditionellen bäuerlichen Dorfgemeinschaften
4. Schaffung einer Landwirtschaft, die auf der gemeinschaftlichen Arbeit der Bauern beruht
5. Schaffung neuer Märkte durch gerechte Verteilung des Zugangs, wodurch die Kaufkraft marginalisierter Bevölkerungsteile verbessert wird
6. Parallele Entwicklung angeschlossener Industriebetriebe

Die unter Belaúnde ausdrücklich ausgenommenen agroindustriellen Komplexe an der nördlichen Küste wurden als erste enteignet. Am 26. Juni 1969, nur zwei Tage nach Verkündung des Gesetzes, besetzten bewaffnete Soldaten die Zucker-Haciendas, um die Einrichtungen zu übernehmen und die Eigentümer vor die Tür zu setzen.
Durch das Landreformgesetz wurde privater Grundbesitz an der Küste auf 150 ha und in den Anden anfangs auf 60 ha, später auf nur noch 30 bis 35 ha begrenzt. Allerdings sah die Reform keine Verteilung des Grundbesitzes vor, sondern die Schaffung großer Genossenschaftsbetriebe. Diese wurden allerdings mit einer Agrarschuld gegenüber dem Staat belastet, der diese wiederum zur Entschädigung der ehemaligen Großgrundbesitzer benötigte.
Im Gegensatz zu Belaúndes Reform war es nicht vorgesehen, wirtschaftlich starke private Großbetriebe von der Enteignung auszunehmen. Zwischen Juni 1969 und Juni 1979 wurden mehr als 9 Millionen Hektar Land auf 15.826 Grundstücken enteignet, wovon etwa 370.000 Familien profitierten, weit mehr als die etwa 1 Million Hektar von 546 Haciendas in der Zeit von Belaúndes Regierung. Zu Beginn der Reform wurden den gesetzten Zielen entsprechend keine enteigneten Ländereien verteilt, sondern als Ganzes belassen, konzentriert und kollektiviert. 15.000 enteignete Betriebe wurden zu 1708 Genossenschaften zusammengelegt. Die enteigneten Landbesitzer mussten staatliche Agrar-Anleihen akzeptieren, die ihnen als Entschädigung innerhalb von 20 bis 30 Jahren bei Zinsen von 4 bis 6 % p. a. zurückzuzahlen waren. Waren sie bereit, das Geld sofort in Industrieunternehmen zu investieren, erhielten sie es auch sofort ausgezahlt.
Zwei Typen von Genossenschaften wurden gebildet: „Landwirtschaftliche Produktionsgenossenschaften“ (Cooperativas Agrarias de Producción, CAP) und „Landwirtschaftliche Gesellschaften von sozialem Interesse“ (Sociedades Agrícolas de Interés Social, SAIS). Die CAPs wurden insbesondere aus den Haciendas der Küste gebildet, wo Erzeugnisse für den Export wie Zuckerrohr, Baumwolle und Reis, aber auch Produkte für den Binnenmarkt angebaut wurden. Es gab aber auch CAPs in den Anden, so beispielsweise in der Region Cusco die CAP José Zúñiga Letona auf der ehemaligen Hacienda Huarán im Distrikt Calca, wo der Film Kuntur Wachana gedreht wurde, die Genossenschaft von Ninamarca, deren erster Direktor der bekannte Bauernführer Saturnino Huillca Quispe wurde, und die riesige CAP Tupac Amaru II in der Provinz Anta, auf denen für den Binnenmarkt produziert wurde. Diese Genossenschaften gehörten den Landarbeitern in Form von Gemeineigentum. Die SAIS wurden organisiert als Genossenschaften mit Viehhaltung im Gemeineigentum der Landarbeiter, denen benachbarte traditionelle Dorfgemeinschaften angeschlossen waren.
Am 9. Mai 1972 verkündete die Regierung Velasco das Gesetz Nº 19400, mit dem die Organisationen der Hacendados aufgelöst wurden: die Nationale Landwirtschaftliche Gesellschaft (Sociedad Nacional Agraria, SNA), der Bund der Viehhalter (Asociación de Ganaderos) und der Bund der Reisproduzenten (Asociación de Productores de Arroz). Stattdessen wurde am 3. Oktober 1974 die Organisation der von der Landreform Begünstigten gegründet, der Nationale Landwirtschaftliche Verband von Peru (Confederación Nacional Agraria, CNA).
Von Seiten der Bauern wurde die Landreform aus verschiedenen Gründen kritisiert. So wurden an den CAP nur die fest angestellten Arbeiter beteiligt, während Saisonarbeiter, die im Zuckeranbau etwa 22 % und im Reisanbau 70 % der Beschäftigten ausmachten, außen vor blieben. Ein weiterer Kritikpunkt war die für viele Betriebe schwer aufzubringende Agrarschuld. Hier wirkte oft erschwerend, dass Betriebsmittel durch die Alteigentümer vor der Enteignung rechtzeitig weggeschafft wurden.
Die Übertragung der ehemaligen Haciendas an Genossenschaften, die von staatlichen Bürokraten und Ingenieuren kontrolliert wurden, führte zu großer Unzufriedenheit und Enttäuschung bei den indigenen Bauern und den traditionellen Dorfgemeinschaften, die ihr Land zurück wollten, das ihnen zuvor von den Hacendados geraubt worden war. Zu Landbesetzungen von Genossenschaftsland kam es bereits 1973 in der riesigen, auch auf Cusco-Quechua Machu Asnu („Alter Esel“) genannten Genossenschaft „Tupac Amaru II“ in der Provinz Anta in der Region Cusco, die aus zwischen 1971 und 1973 enteigneten 105 Haciendas gebildet worden war. Die Führung der Genossenschaft sprach nicht einmal die Sprache der Bauern, das Quechua. Die Landbesetzungen wurden organisiert von der oppositionellen Bauernorganisation CCP, die bereits in den 1960er Jahren Haciendas besetzt hatte. In den folgenden Jahren wurden Ländereien der Genossenschaft an die indigenen Dorfgemeinschaften verteilt, und 1980 wurde der „Alte Esel“ aufgelöst. Andere Landbesetzungen gab es 1974 in der Region Apurímac, wo die Behörden noch nicht einmal mit der Enteignung der Großgrundbesitzer begonnen hatten. Hier erreichten die Bauern eine Übertragung des Eigentums direkt an die Dorfgemeinschaften. Nach dem Sturz Velascos durch General Francisco Morales Bermúdez wurden die Enteignungen der Großgrundbesitzer fortgesetzt, während auf anderen Politikfeldern die links orientierte Regierungspolitik umgehend beendet wurde.

## Zweite Regierung von Belaúnde Terry und Regierung von Alan García

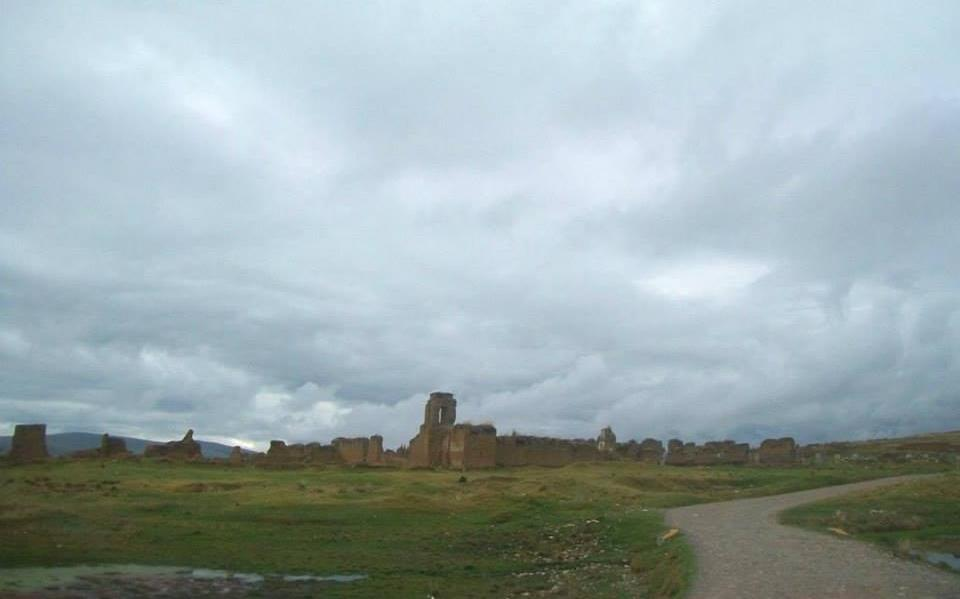
Zerfallenes Hacienda-Haus auf der Hochfläche über Chongos Alto. Die SAIS „Cahuide“ wurde von Sendero Luminoso angegriffen, besetzt und zerstört. Die Bauern der Dorfgemeinschaft Chongos Alto wollten im alten Haus der Hacendados nicht leben.

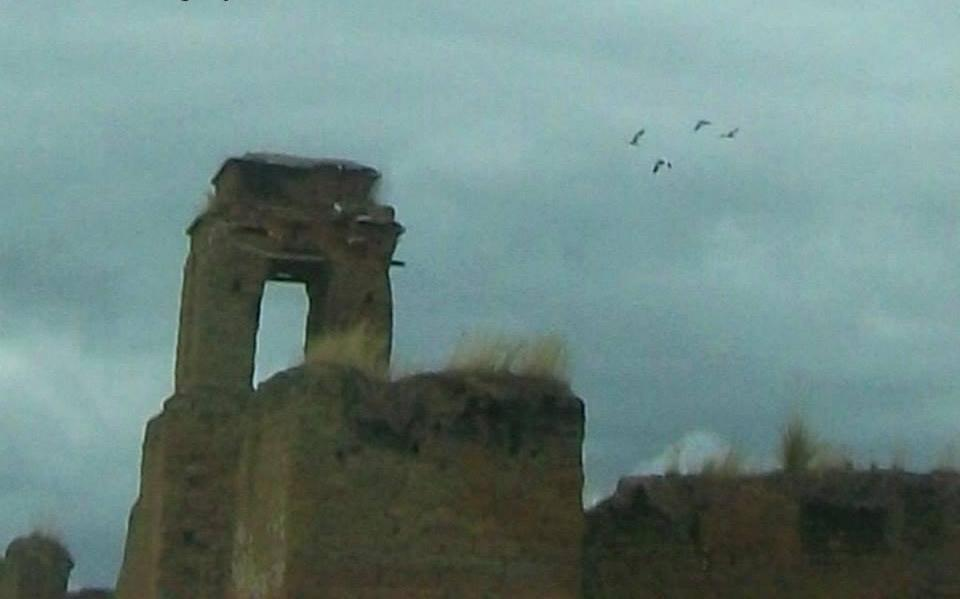
Detail vom vorherigen Bild

Laut Enrique Mayer tat Fernando Belaúnde Terry alles, „um die Landreform zum Entgleisen zu bringen“. Die Ländereien wurden jedoch (im Gegensatz zu Guatemala 1954 und Chile 1973) nicht an die Oligarchie rückübertragen, sondern die Genossenschaften wurden in eigenständige Unternehmen umgewandelt, die von einer Mehrheit ihrer Mitglieder aufgelöst werden konnten. In den folgenden Jahren wurden die Ländereien der meisten Genossenschaften in den Anden unter den indigenen Dorfgemeinschaften und Kleinbauern verteilt, was zu einer radikalen Umstrukturierung der Landverteilung in Peru führte. Indigene Bauern in den Anden, zumeist organisiert in der CCP, erlangten durch massive Landbesetzungen Ländereien zurück, zuletzt bei spektakulären Aktionen in der Region Puno zwischen 1987 und 1989. Laut dem bei der CCP maßgeblich beteiligten Hugo Blanco Galdós erhielten so die Indigenen der Region Puno 1.250.000 Hektar Land zurück – ein „großer Sieg“ der „indigenen Bewegung“, über den „selbstverständlich im offiziellen Unterricht nicht gesprochen wird“, sehr wohl jedoch unter den Indigenen der Region. Laut Enrique Mayer gewannen die indigenen Dorfgemeinschaften bis zum Ende der 1980er Jahre den größten Teil der Ländereien in den Anden, und nur teilweise gab es als Zwischenphase Genossenschaften, denn in vielen Fällen lehnten die Bauern der Dorfgemeinschaften von Beginn an die Genossenschaften rundweg ab, woraufhin sie das enteignete Hacienda-Land direkt als Dorfgemeinschaft erhielten. Laut Enrique Mayer „wurde im Hochland die Landbesitzerklasse vollständig aus der Landschaft beseitigt“.
Wenige Genossenschaften aus der Zeit der Revolutionären Regierung haben überlebt, darunter die Schafzucht betreibende SAIS Tupac Amaru N° 1 mit Sitz in Pachacayo (Junín) mit im Jahre 2012 mehr als 200.000 Hektar Land und im Jahre 2021 mit 30.000 Bauern und 16 assoziierten Bauerngemeinschaften. Einige Genossenschaften wurden während des Bewaffneten Konflikts in Peru in den 1980er und 1990er Jahren vom maoistischen „Leuchtenden Pfad“ (Sendero Luminoso) gezielt zerstört, insbesondere in den Regionen Ayacucho und Junín. Dies war unter anderem der Fall bei der Schafzucht betreibenden SAIS „Cahuide“ in Junín, deren Land später unter Dorfgemeinschaften und Mitgliedern verteilt wurde, die nun Kleinbauern wurden.

## Alberto Fujimori – „neue Zuckerbarone“

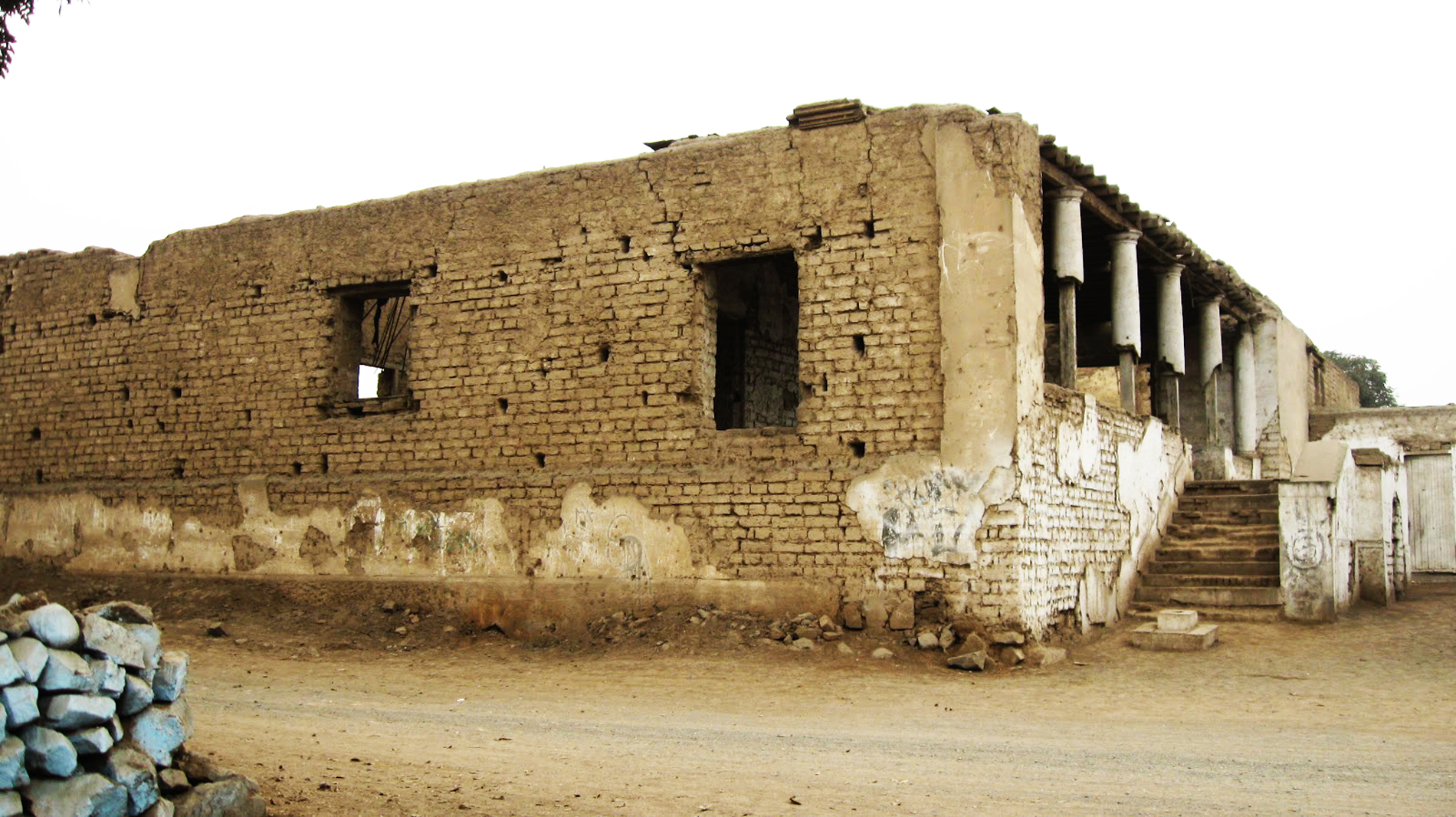
Viele alte Hacienda-Häuser sind heute ganz verfallen, so auch auf der ehemaligen Hacienda Punchauca bei Lima.

Unter Alberto Fujimori wurde Absalón Vásquez, Sohn eines Landarbeiters der Zuckerrohr-Genossenschaft (CAP) von Casa Grande im Chicama-Tal, Landwirtschaftsminister. Er privatisierte die verbliebenen Zuckerrohr-Genossenschaften in dieser traditionellen Region des Zuckerrohranbaus, die bis dahin bei den Banken schwer verschuldet waren. Das hierfür notwendige Gesetz (D. L. 802, Ley de Saneamiento Económico Financiero de las Empresas Agroindustriales Azucareras) wurde am 13. März 1996 verkündet, und am 2. Juli 1996 wurde Casa Grande eine S. A. (sociedad anónima). Ende der 1990er Jahre wurden die ehemaligen Zuckerrohr-Genossenschaften an die auch als „neue Zuckerbarone“ bezeichneten Agrounternehmen Gloria (Familie Rodríguez Banda), Wong und Oviedo verkauft. Die Übernahme der nunmehr 30.000 Hektar großen (davon nur noch zu weniger als der Hälfte landwirtschaftlich genutzten) ehemaligen Hacienda Casa Grande durch Gloria erfolgte Ende Januar 2006.